# Melamchi
Melamchi (nep. मेलम्ची नगरपालिका) – gaun wikas samiti w środkowej części Nepalu  w strefie Bagmati w dystrykcie Sindhupalchowk. Według nepalskiego spisu powszechnego z 2001 roku liczył on 967 gospodarstw domowych i 4901 mieszkańców (2479 kobiet i 2422 mężczyzn).